# Andulo flygplats
Andulo flygplats är en flygplats i Angola.   Den ligger i provinsen Bié, i den centrala delen av landet, 500 kilometer sydost om huvudstaden Luanda. Andulo flygplats ligger 1 686 meter över havet.
Terrängen runt Andulo flygplats är huvudsakligen platt, men åt nordost är den kuperad. Andulo flygplats ligger uppe på en höjd. Runt Andulo flygplats är det ganska glesbefolkat, med 23 invånare per kvadratkilometer..
I omgivningarna runt Andulo flygplats växer huvudsakligen savannskog.